# Синий лори-отшельник
Синий лори-отшельник (лат. Vini peruviana) — птица отряда попугаеобразных.

## Внешний вид
Длина тела 14—18 см, хвоста 6,5 см. Окраска оперения тёмно-синяя. Горло и щёки белые, хвост и маховые перья чёрные с тёмно-синим отливом. Радужка, клюв и ноги красные. У молодых попугаев горло и щёки чёрно-серого цвета. Описан был по экземплярам, привезённым в XVIII—XIX веках, главным образом с Таити.

## Распространение
Обитают на островах Туамоту и Кука.

## Образ жизни
Населяют кокосовые рощи и остатки первичных лесов. Живут парами или небольшими группами до 10 птиц. Питаются нектаром и насекомыми.

## Размножение
Гнездятся в дуплах пальм. В кладке 2 яйца. Насиживает яйца главным образом самка, в течение 21 дня. Молодые вылетают из гнезда в возрасте 8 недель. Первый случай разведения этих попугаев человеком в неволе был зафиксирован в Великобритании только в 1930 году.

## Угрозы и охрана
Исчез во многих районах своего прежнего обитания. В настоящее время отлов этих птиц запрещён.
Птицы этого вида содержатся в неволе в зоопарке Сан-Диего и парке птиц Вальсроде (Германия). Данный вид занесен в Красную Книгу МСОП как уязвимый вид.